# Chelsea (Manhattan)
Chelsea is een wijk in het westen van het stadsdeel Manhattan in New York.
De wijk ligt met kades en pieren aan de Hudson River, grofweg ten zuiden van de wijken Hell's Kitchen en het Garment District, ten noordoosten van het Meatpacking District en ten westen van Broadway. In het zuiden ligt Union Square. De gevarieerde bebouwing stamt grotendeels uit het midden en het einde van de 19e eeuw. Delen van de wijk vormen sinds de jaren 1970 beschermde stadsgezichten.

## Galeriedistrict
De wijk ontwikkelde zich de afgelopen twee decennia door de vestiging van een groot aantal galerieën voor hedendaagse kunst tot het belangrijkste galeriedistrict van New York. In de jaren 80 was deze rol weggelegd voor SoHo, maar door het stijgen van de prijzen voor onroerend goed aldaar en het gelijktijdig dalen van de prijzen voor kunst ontstond er een uittocht naar het goedkopere Chelsea district.
Naast Greenwich Village, dat net iets zuidelijker ligt, oefent de woonwijk van oudsher een grote aantrekkingskracht uit op een bont publiek van kunstenaars en mannelijke en vrouwelijke homoseksuelen. Het roemruchte Chelsea Hotel, waar beroemdheden als Bob Dylan, Janis Joplin en Jimi Hendrix verkeerden, is gevestigd aan de West 23rd Street.

## Chelsea Piers
De kades aan de Chelsea Piers werden begin 20e eeuw vooral gebruikt als aanlegplek voor luxe passagiersschepen. Zij werden sinds 1999 opgeknapt in het kader van de aanleg van het Hudson River Park, waarbij op deze pieren een groot sport- en amusementscomplex werd ingericht.

## Afbeeldingen

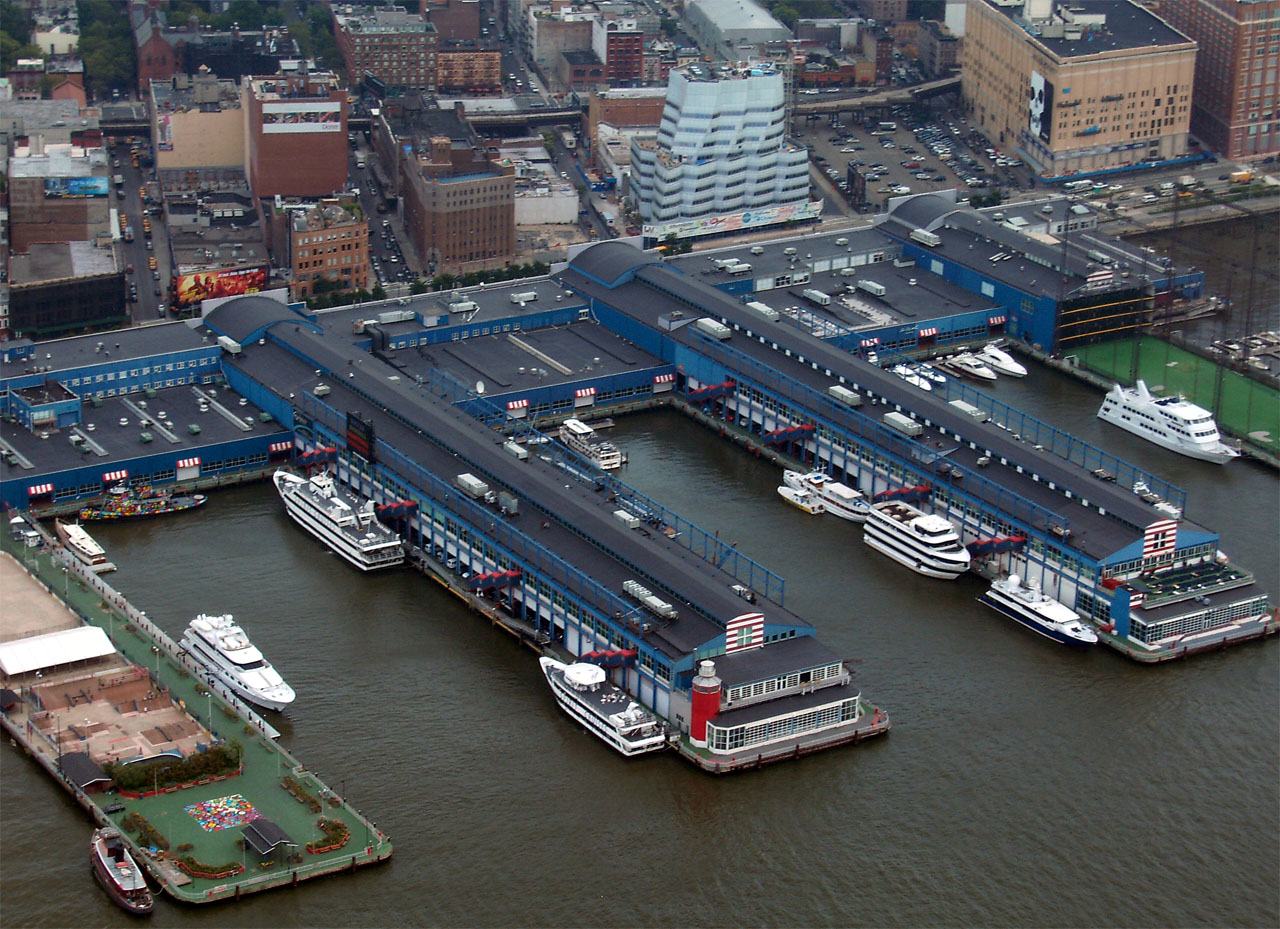
De Chelsea Piers
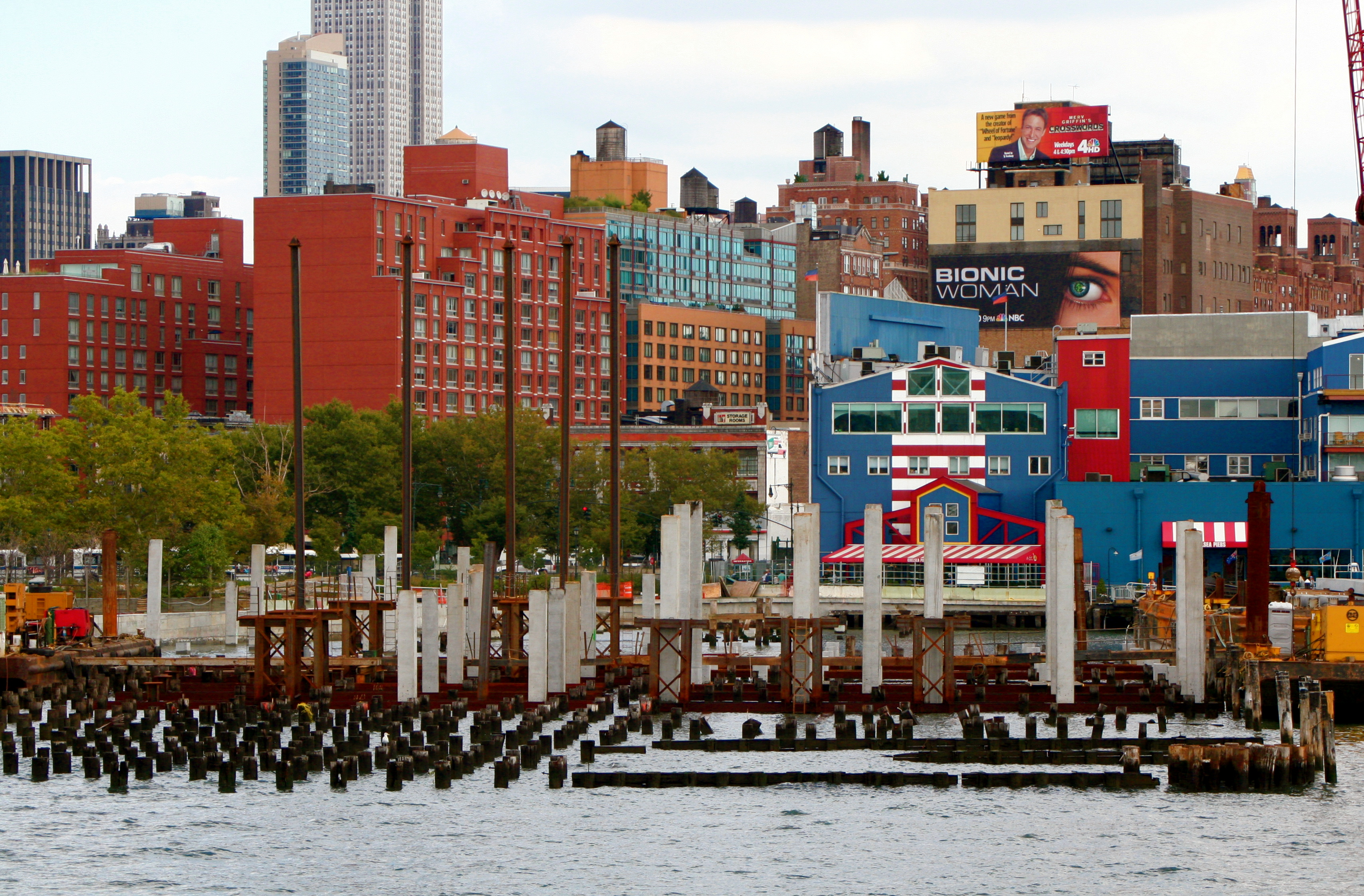
Chelsea Piers
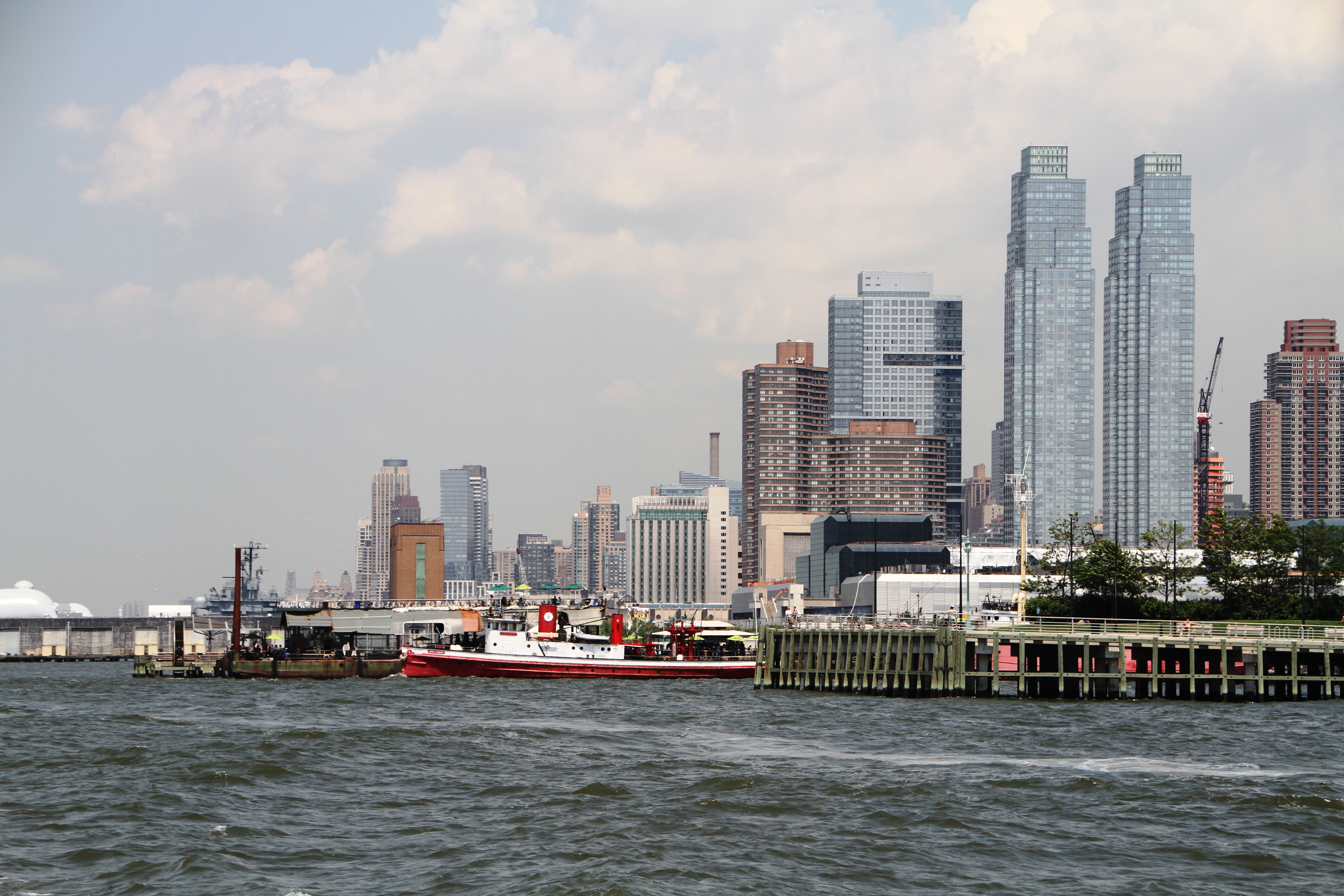
Chelsea pier 66
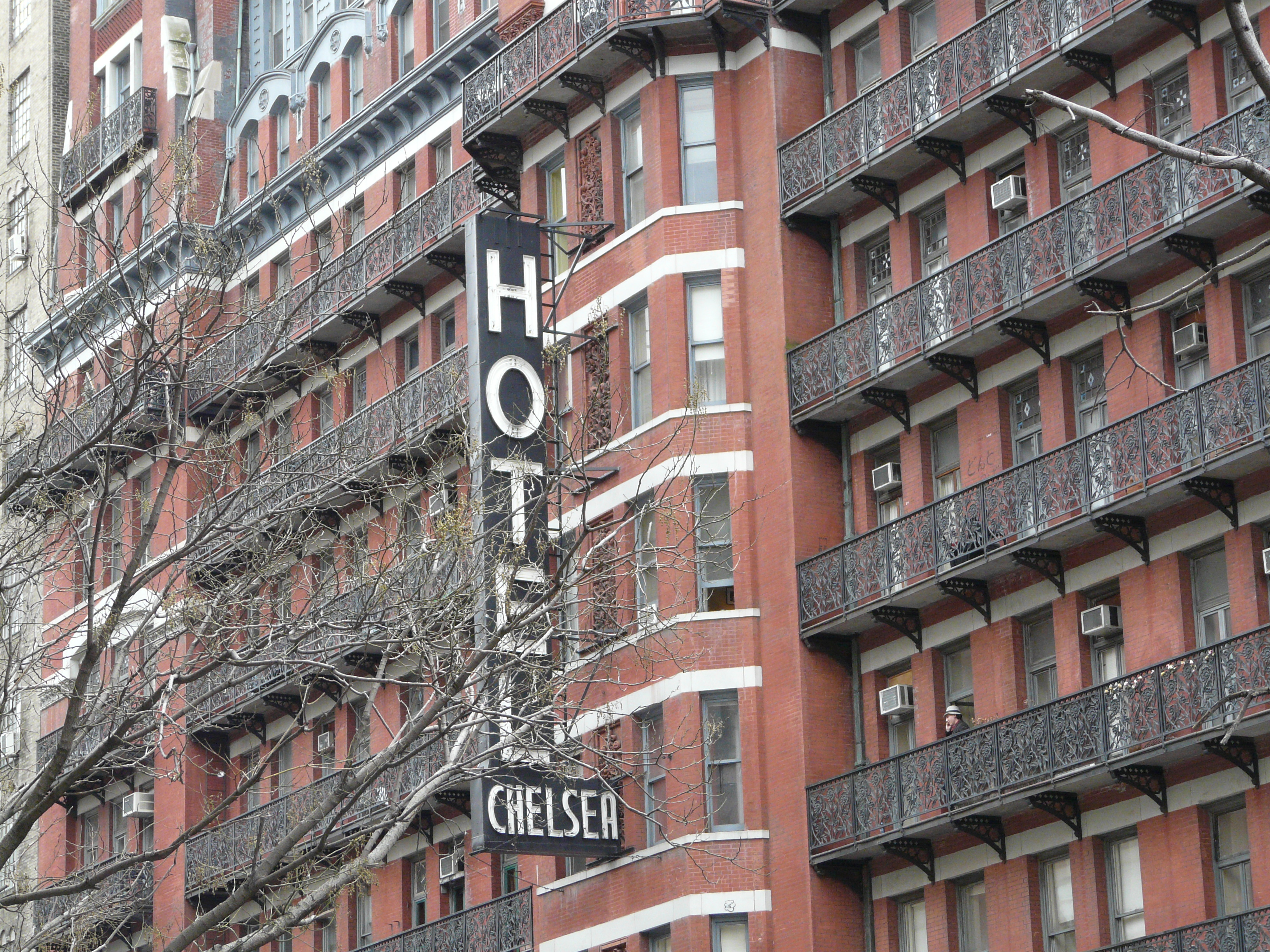
Hotel Chelsea
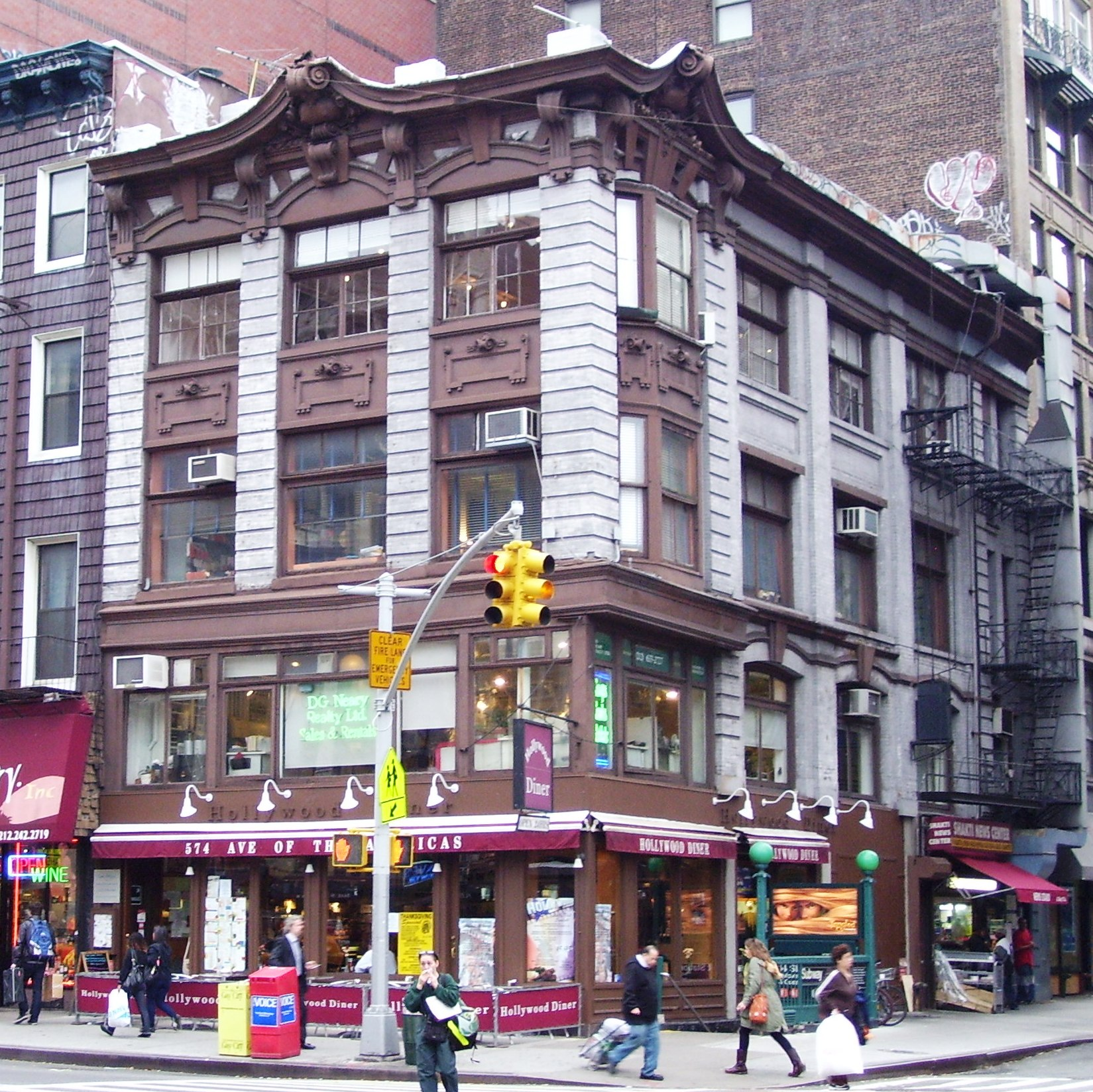
574 Sixth Avenue
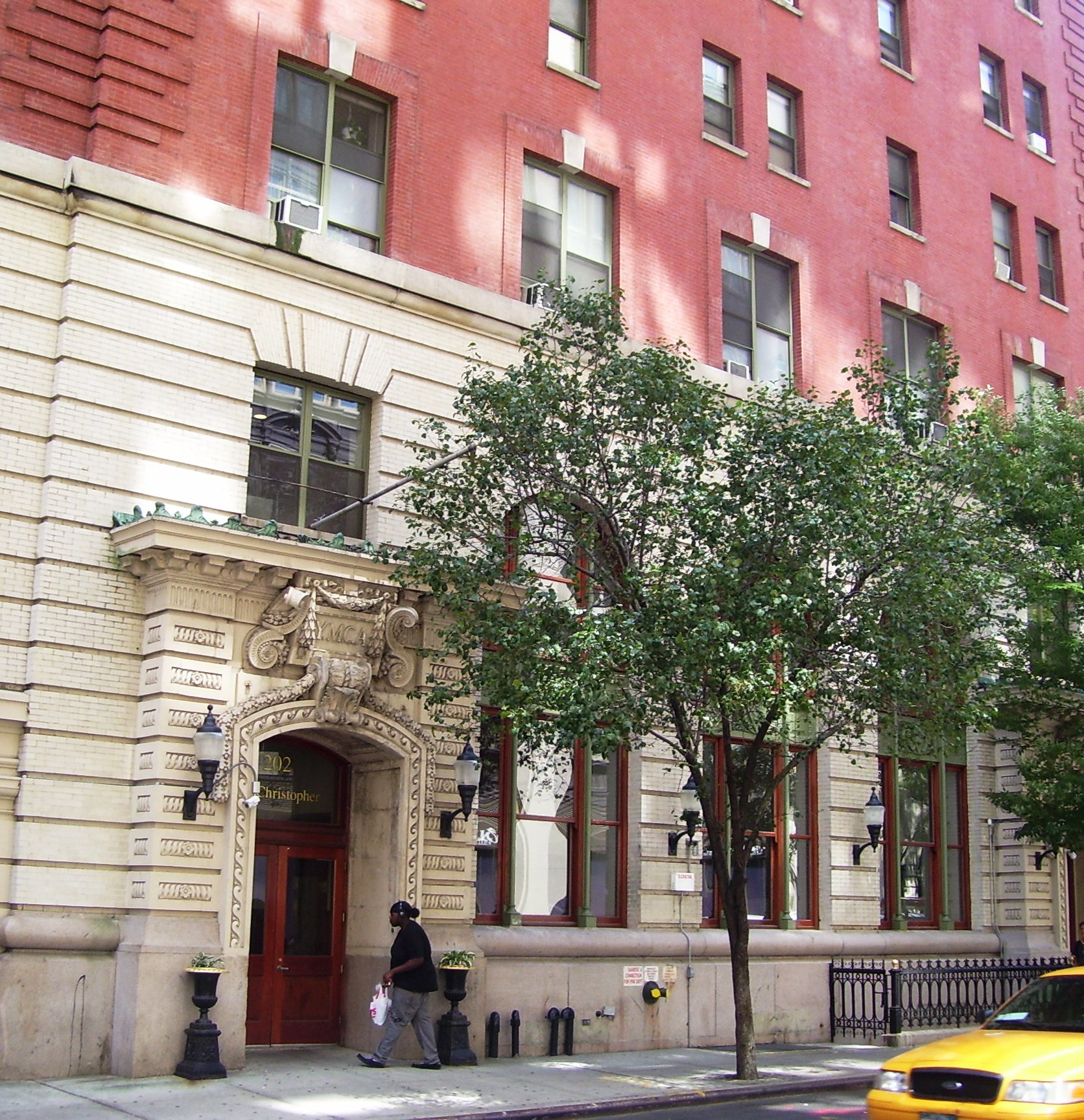
West 24th Street
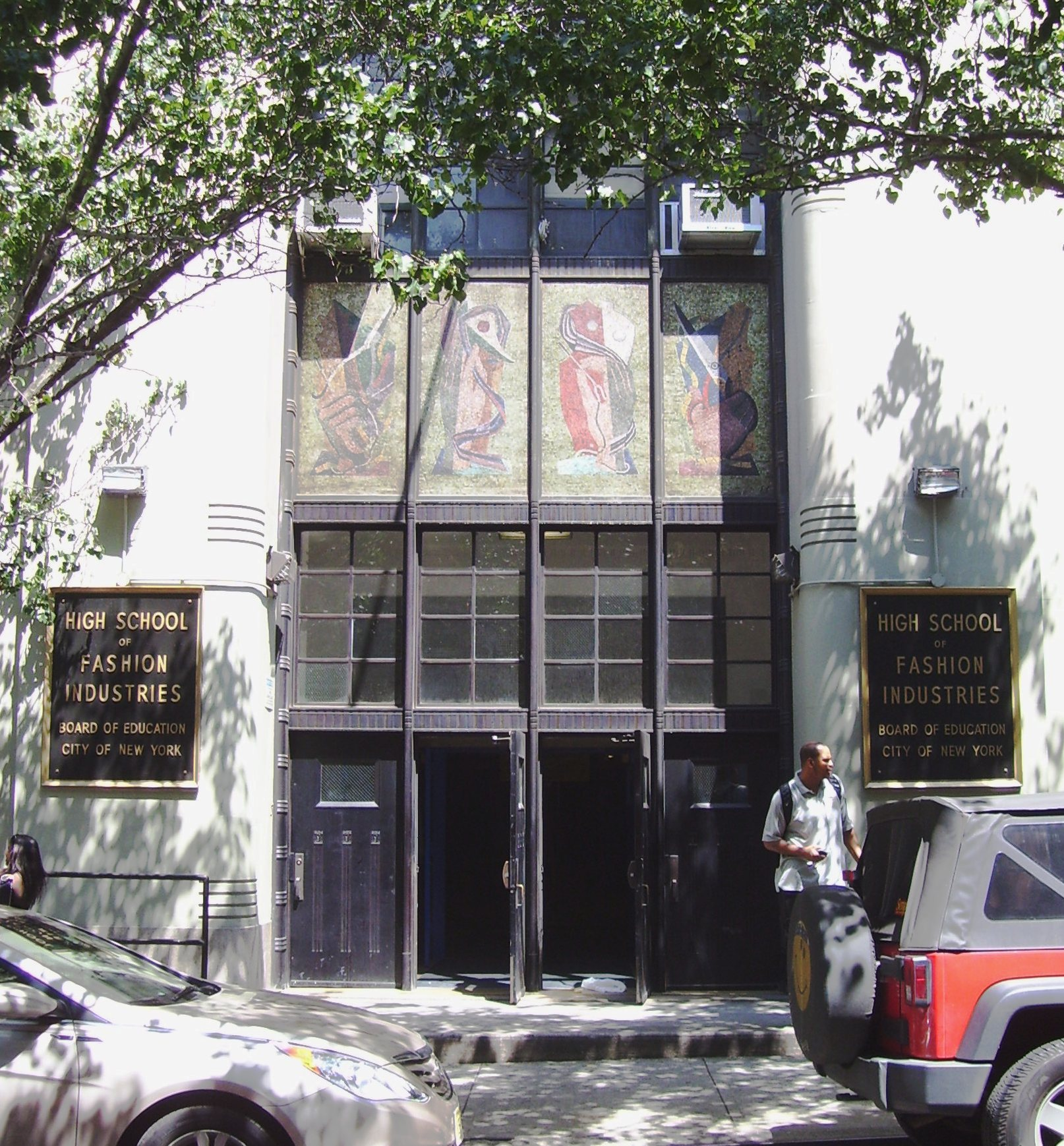
West 24th Street
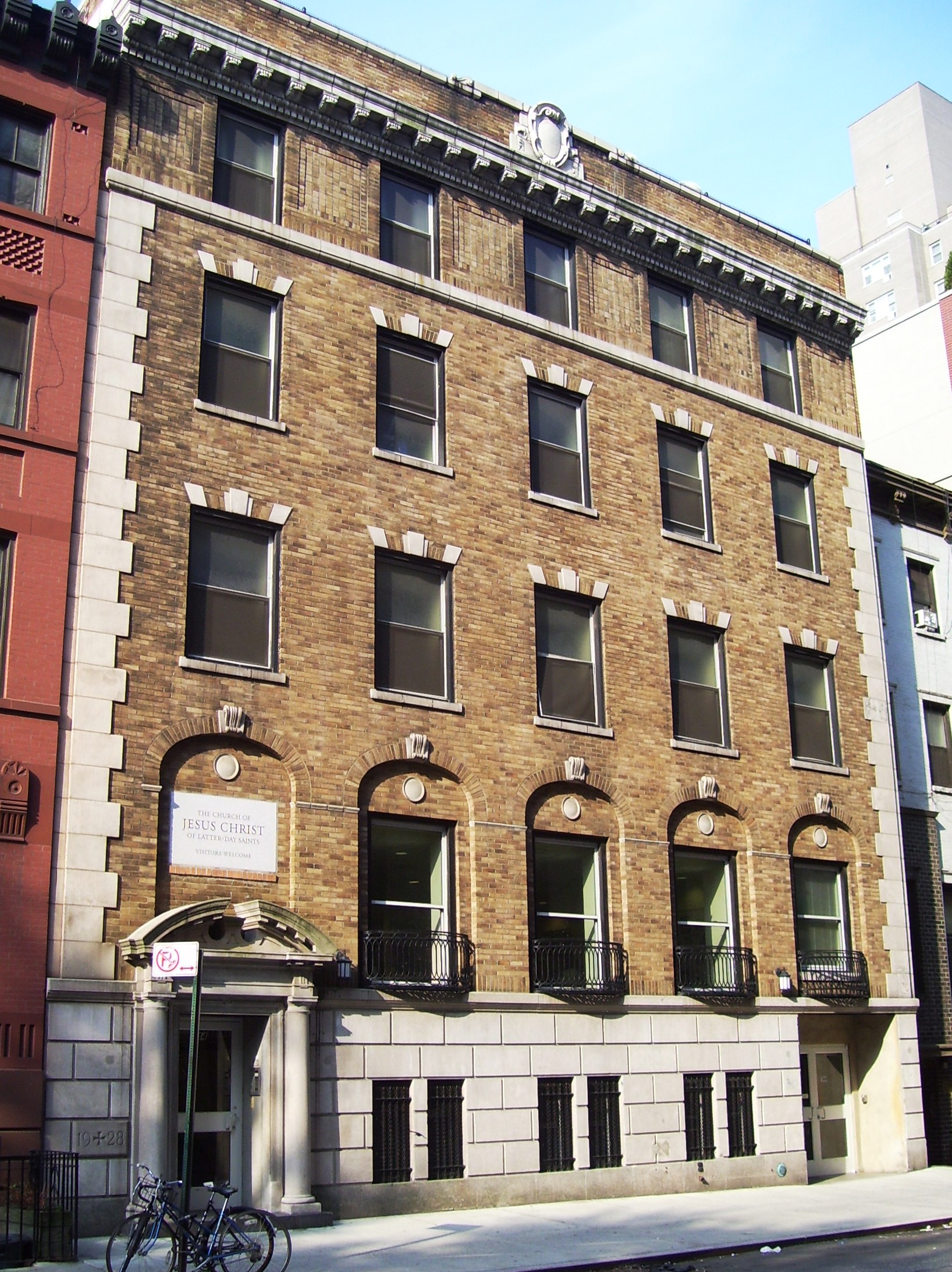
West 15th Street
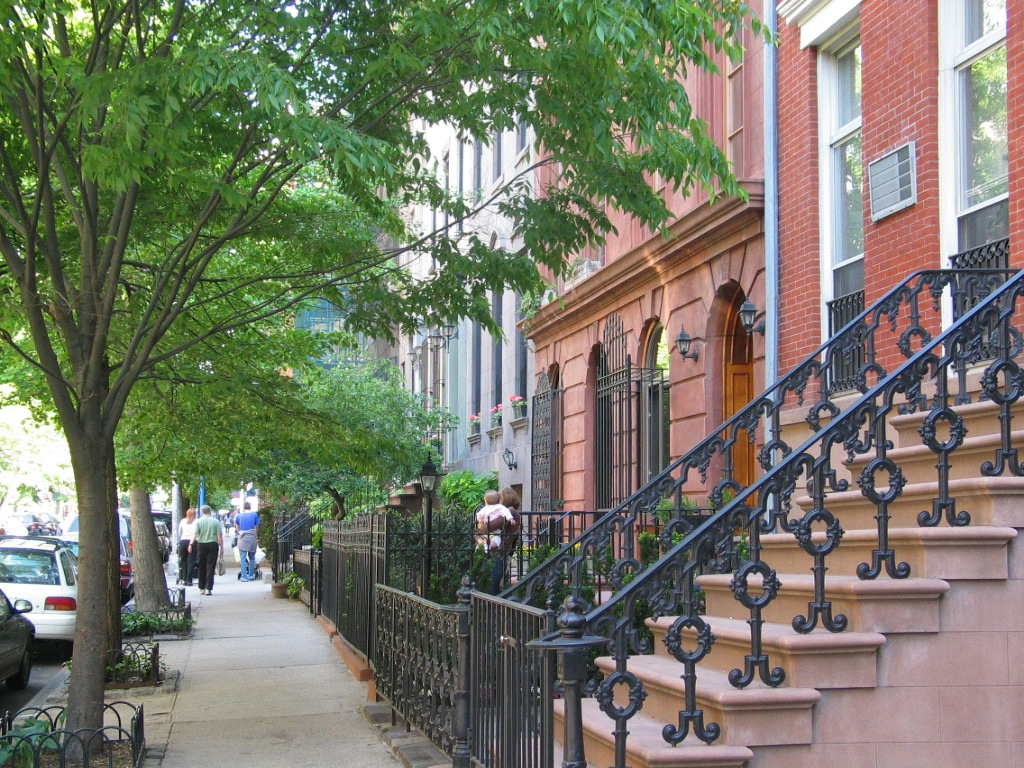
West 22nd Street
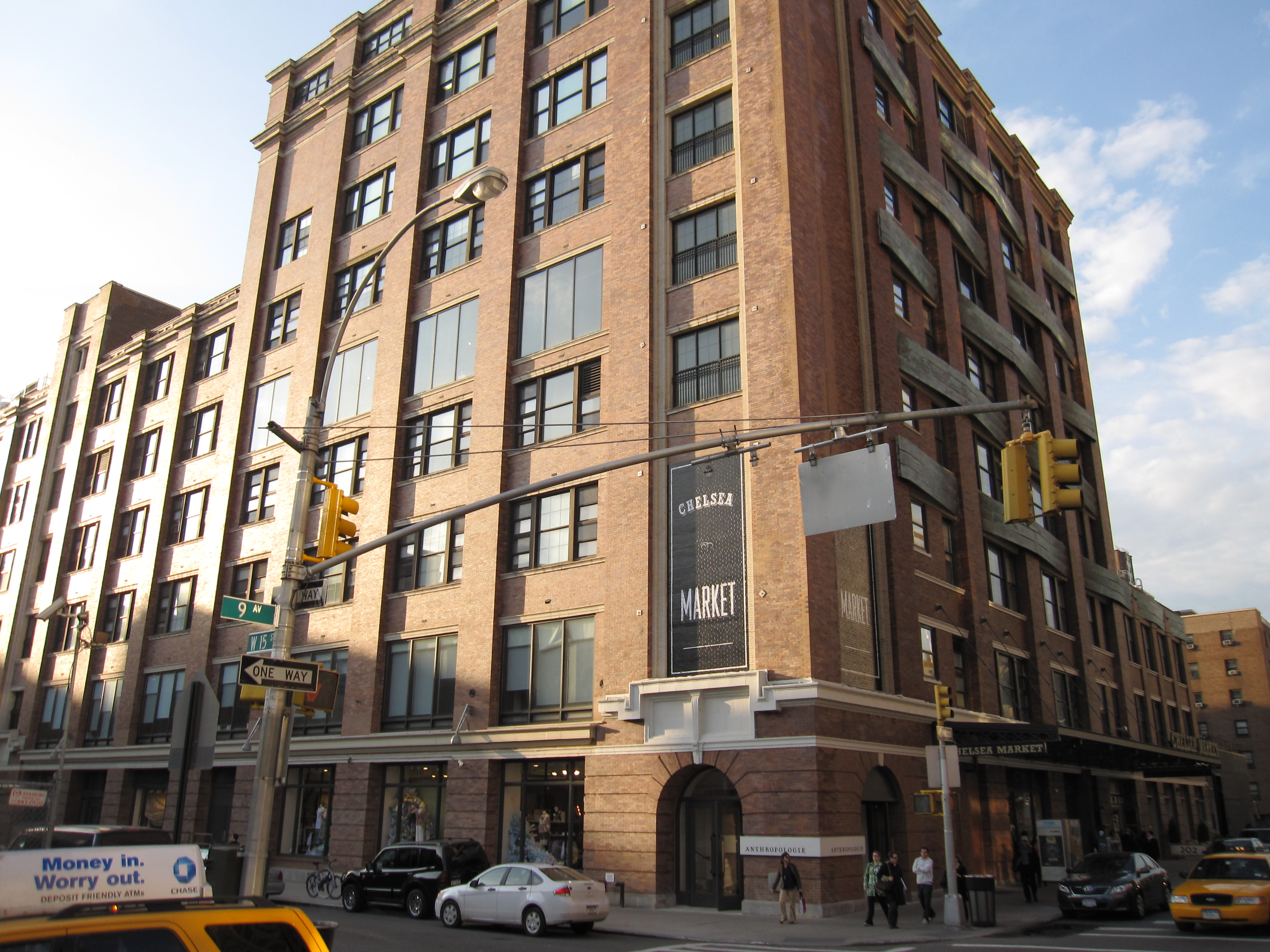
Chelsea Market
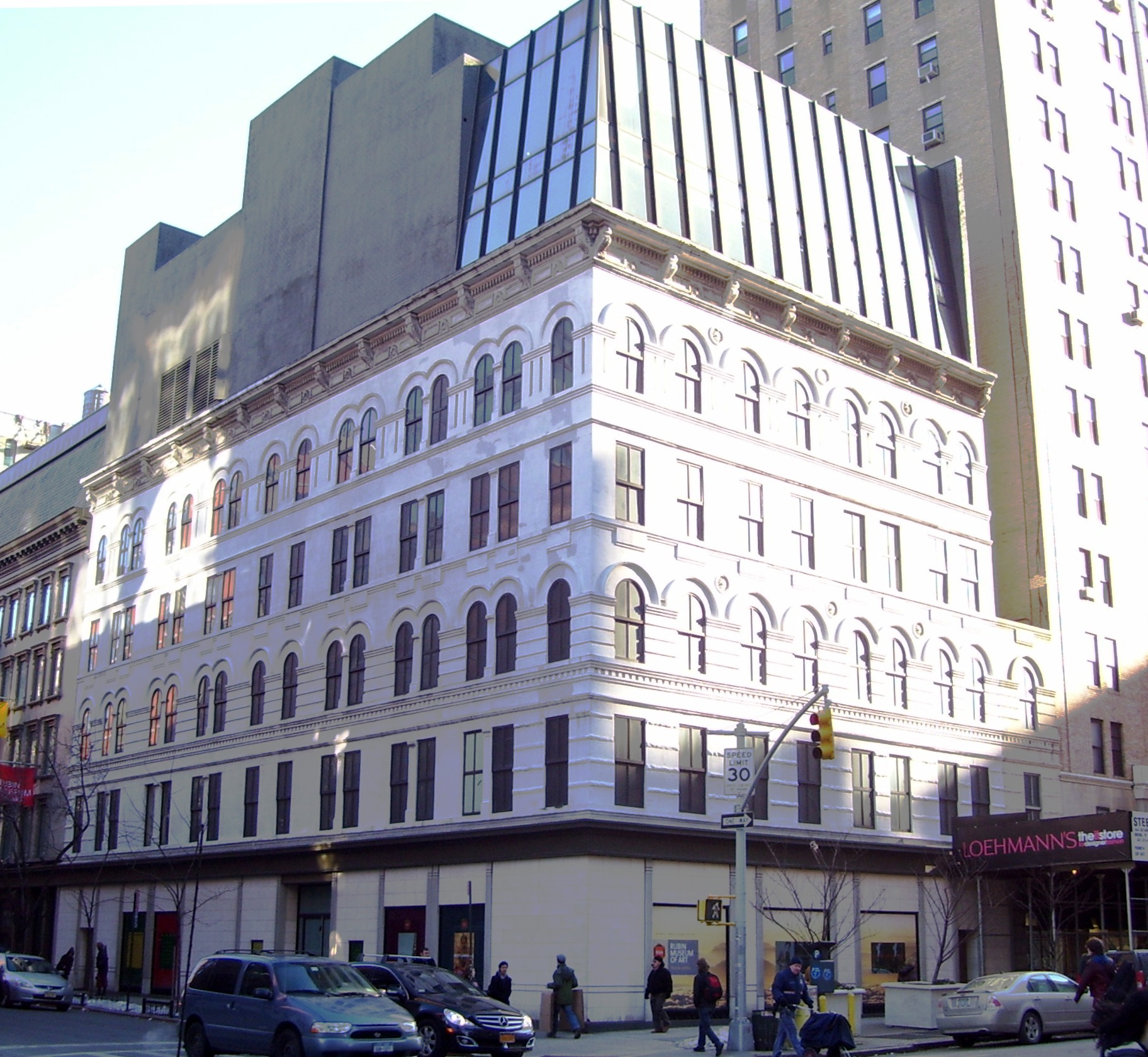
Rubin Museum of Art
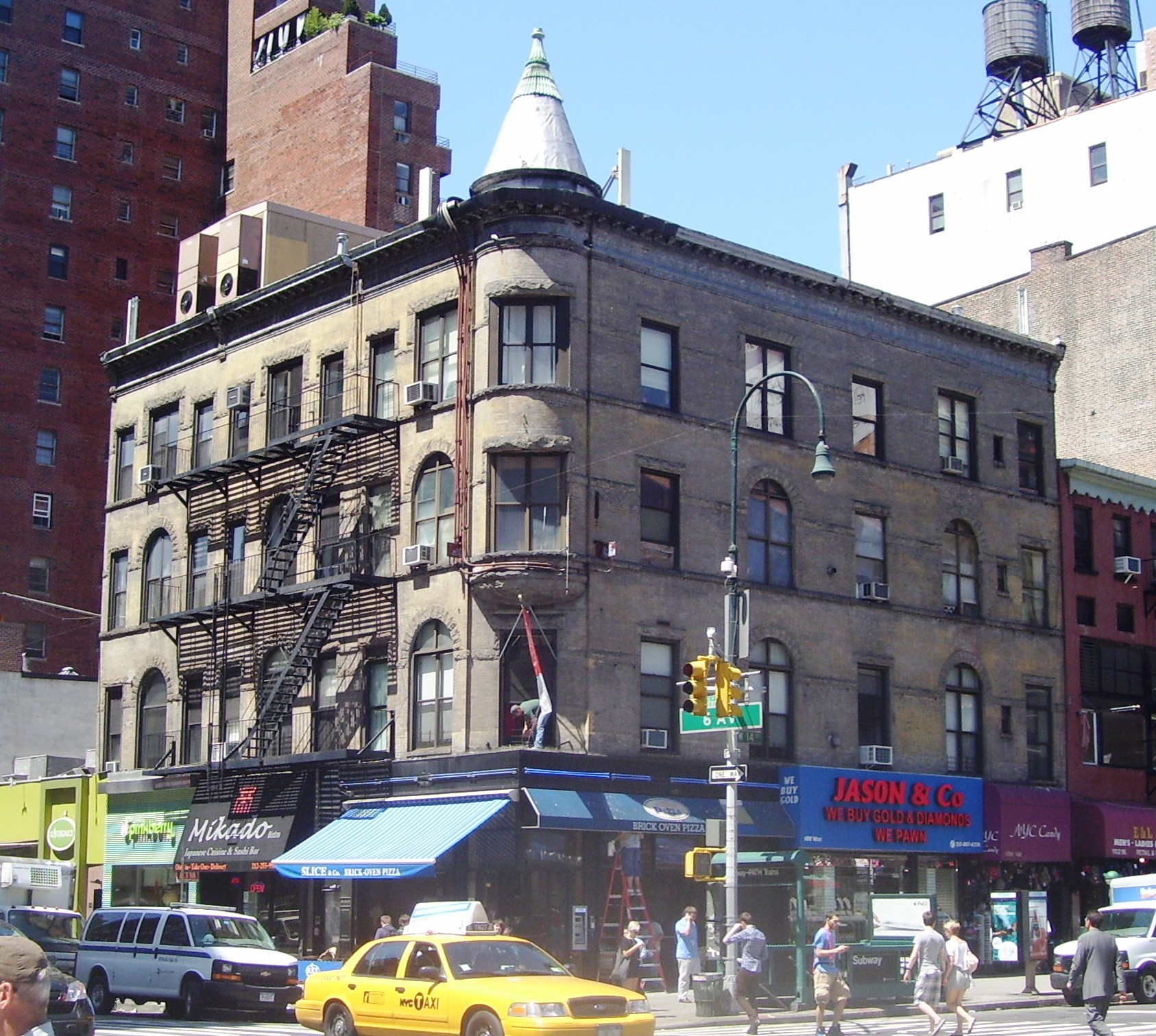
527 Sixth Avenue